# تفلق جنوبي
مرعة جنوبية (الاسم العلمي: Rallus antarcticus) (بالإنجليزية: Austral Rail)‏ هي نوع من الطيور تتبع جنس المرعة من فصيلة المرعات.